# Џеф Ерс
Џефри Кертис Ерс (енгл. Jeffrey Curtis Ayres); Онтарио, Калифорнија, 29. април 1987) амерички је кошаркаш. Игра на позицијама крилног центра и центра, а тренутно наступа за Нигата Албирекс. 
Као члан Сан Антонио спарса освојио је шампионски прстен НБА лиге 2014. године.

## Успеси

### Клупски
- Сан Антонио спарси:
  - НБА лига (1): 2013/14.